# Кумы (Полтавская область)
Кумы (укр. Куми) — село,
Ланновский сельский совет,
Карловский район,
Полтавская область,
Украина.
Код КОАТУУ — 5321682503. Население по переписи 2024 года составляло 807 человека.

## Географическое положение
Село Кумы находится на левой стороне балки Кума по которой протекает пересыхающий ручей с большими запрудами.
На противоположной стороне балки расположен посёлок Ланная.
Рядом проходит железная дорога, станция Котляровка в 1,5 км.

## Экономика
- Молочно-товарная ферма.
- ООО «Ланновская МТС».

## Объекты социальной сферы
- Детский сад «Малятко».